# Torre esvana
La torre esvana (en georgiano: სვანური კოშკი; en svano: შუ̂ან, ლემშუ̂ანიერა) es una estructura defensiva de fortaleza, en forma de carrión, típica de Esvanetia, una región histórica incrustada en las montañas del noroeste de Georgia (actualmente parte de la región de Mingrelia-Alta Esvanetia). Construidas en los siglos VIII al XVIII, estas construcciones ancestrales se utilizaron simultáneamente como viviendas y puestos de guardia para la protección contra invasiones frecuentes.

## Construcción

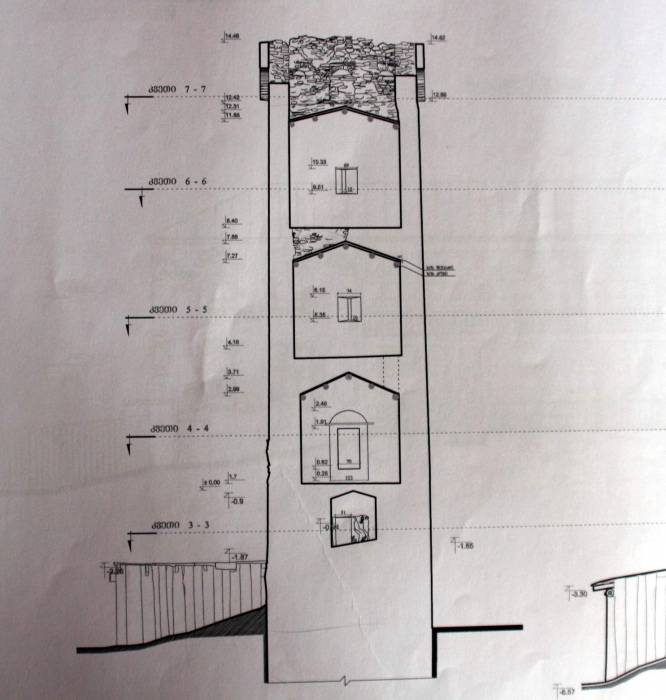
Disposiciónde la torre

La torre, generalmente unida a una casa residencial,de altura tiene de tres a cinco pisos y más raramente seis, separados por suelos de madera o piedra. La primera planta  generalmente está construida sin ventanas ni puertas, sus paredes tienen hasta 1,5 metros de ancho. Aquí, durante el asedio, no únicamente se refugiaba a la familia, sino también al ganado. Detrás de tabiques de madera alrededor del perímetro de la sala, en el centro de la sala había un hogar abierto con una losa de piedra montada encima que protegía el techo para que no se quemara.  La entrada suele estar a nivel de un piso superior. También en este piso a menudo también se alojaba un almacén para alimentos y herramientas para animales. Los pisos estaban conectados entre sí por escaleras de madera. Las escotillas en los techos, para evitar la penetración de los sitiadores, están ubicadas en esquinas opuestas de la torre. Desde arriba, la torre estaba cubierta con un tejado de madera a dos aguas. Cada piso tiene aberturas estrechas Para tiro y ventilación natural. El grosor de las paredes de la torre, así como el perímetro de cada uno de los pisos se reducen según aumentan los pisos, dando a la torre esvana una forma trapezoidal que se estrecha. Las aberturas en el último piso son más grandes y más anchas, y, a diferencia de las de los pisos inferiores, tienen una forma arqueada.
Ahora muchas torres están cerradas y utilizadas como espacio de almacenamiento o residencial. Algunos están abiertos a los visitantes por una pequeña tarifa.

## Conservación
Gracias a una combinación única de paisajes de alta montaña y pueblos que han conservado su aspecto medieval, la aldea de Chazhashi y la comunidad esvana de Ushguli en el municipio de Mestia han sido protegidas por la UNESCO desde 1996. En total, más de 200 torres esvanas, casas-fortalezas esvanas e iglesias medievales se conservan aquí.

## Galería

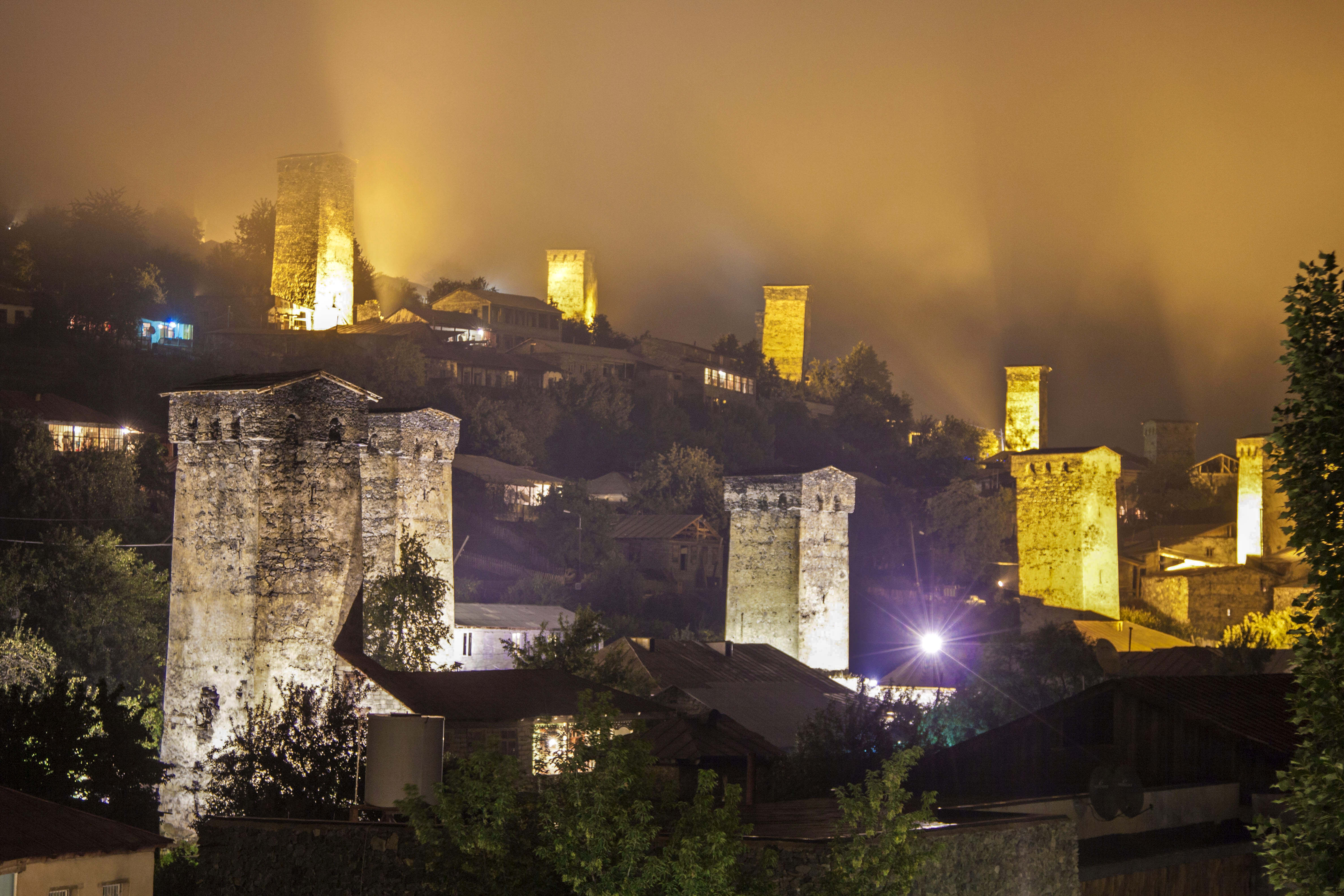
Torres esvanas en Mestia
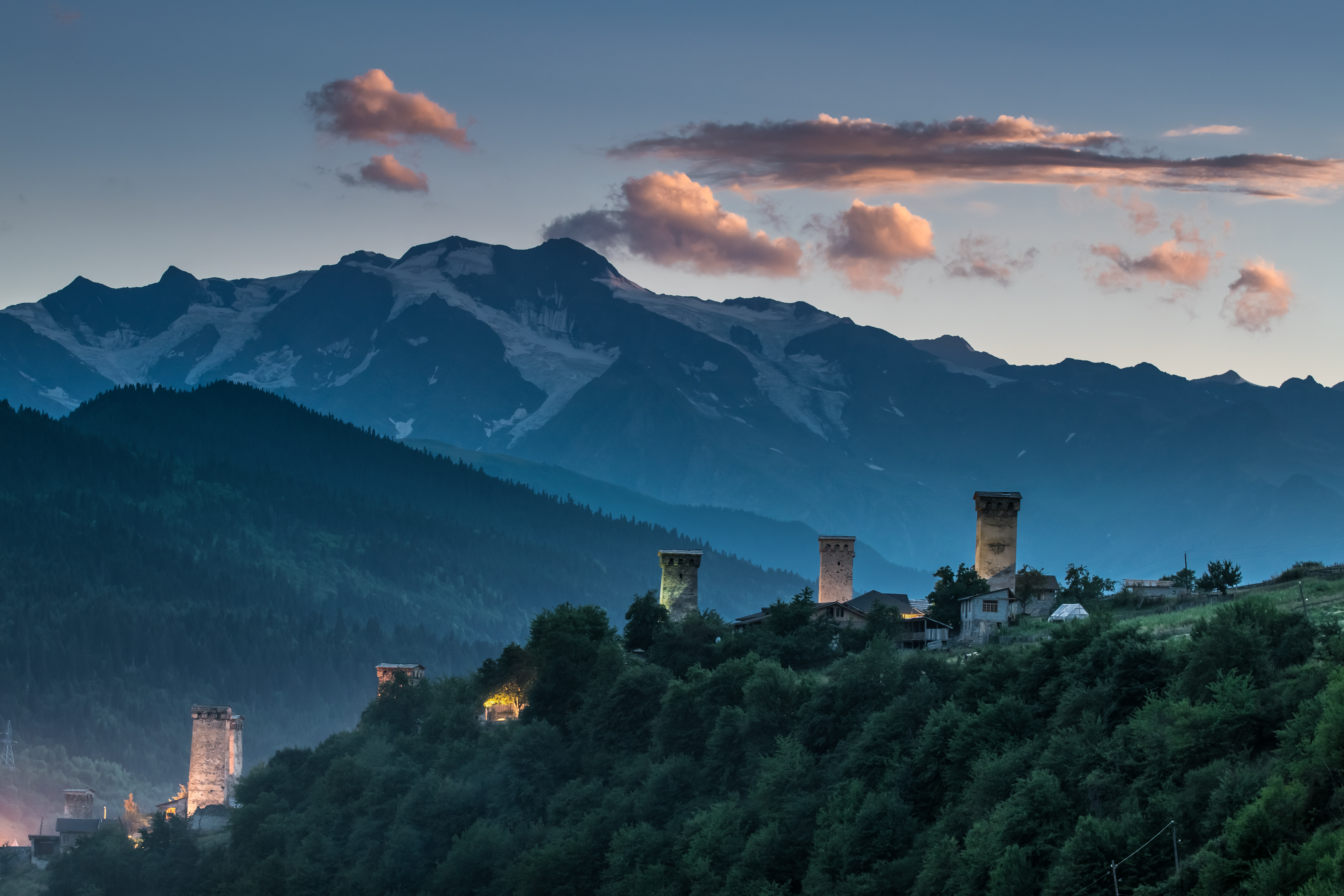
Atardecer en Mestia
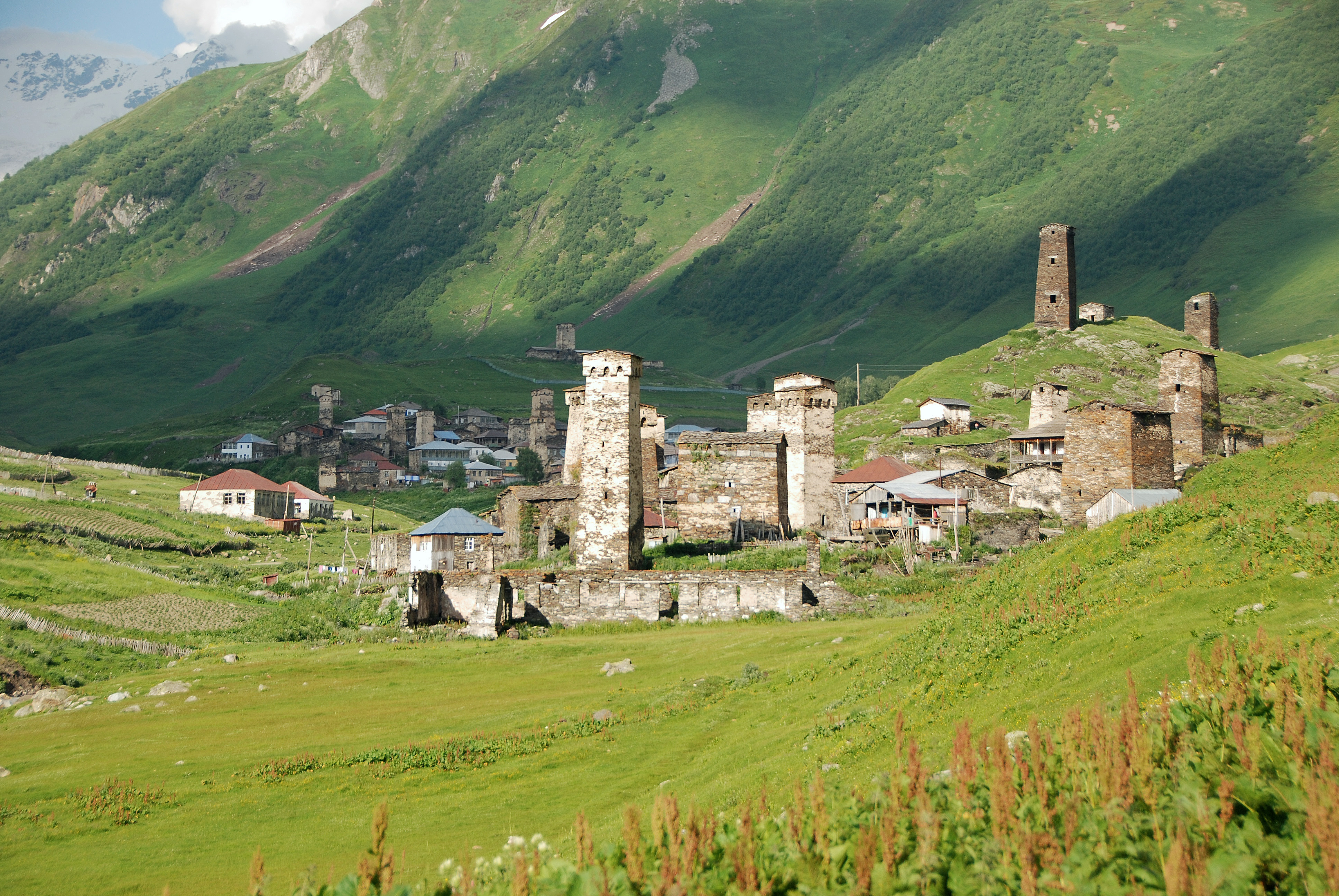
Vista de Ushguli
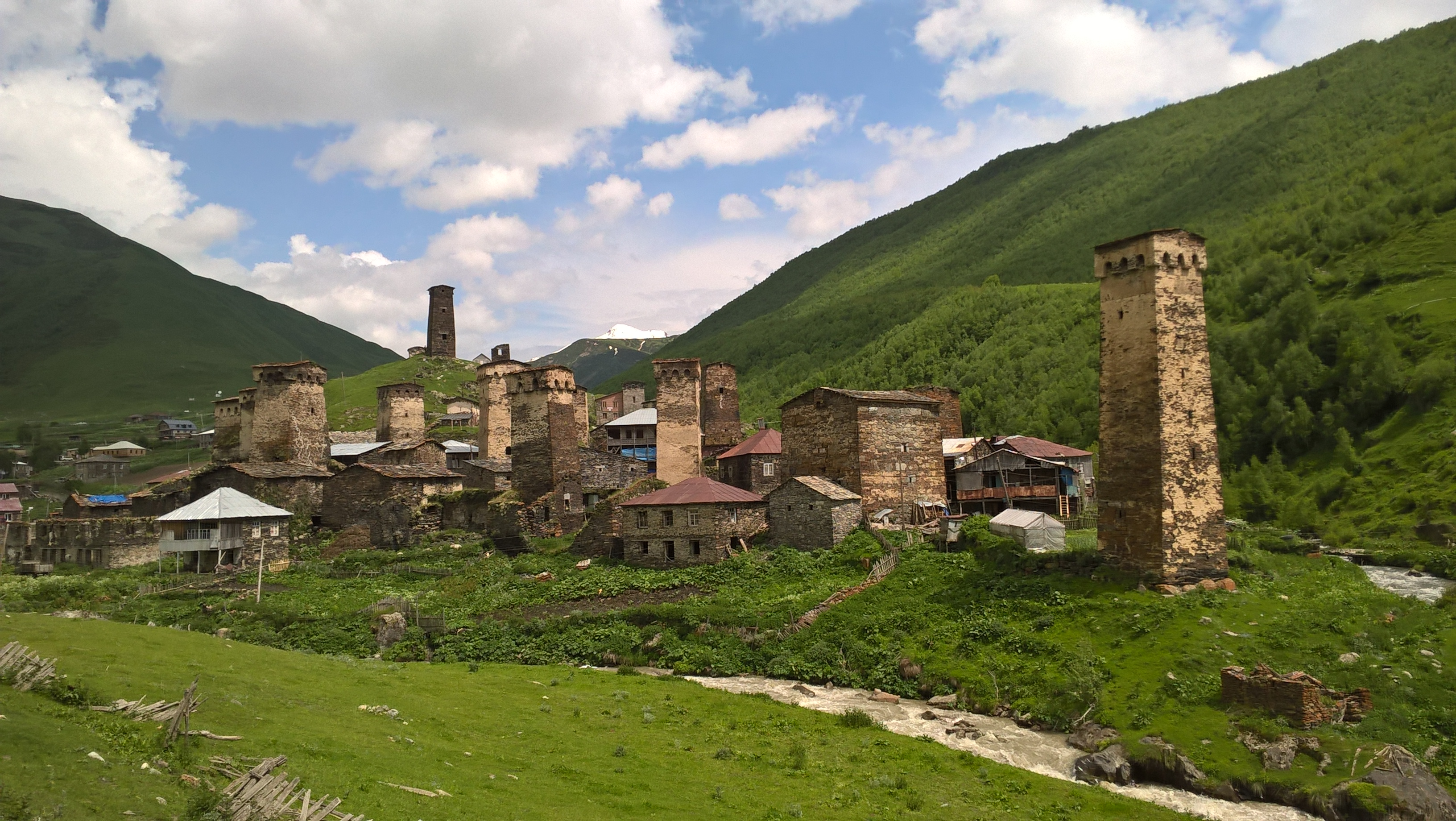
Aldea de Chazhashi